# Corcyrogobius liechtensteini
Corcyrogobius liechtensteini é uma espécie de peixe da família Gobiidae e da ordem Perciformes.

## Morfologia
- Os machos podem atingir 2,5 cm de comprimento total.[6][7]

## Habitat
É um peixe marítimo, de clima subtropical e demersal.

## Distribuição geográfica
É encontrado no Mar Mediterrâneo: Mar Adriático, Eivissa e Norte do Mar Tirreno.

## Observações
É inofensivo para os humanos.